# Лиландер, Михаэль
Михаэль Лиландер (эст. Michael Lilander; 20 июня 1997, Таллин) — эстонский футболист, крайний защитник клуба «Флора». Выступает за национальную сборную Эстонии.

## Биография

### Клубная карьера
Воспитанник футбольных клубов «Лоо» и «Нымме Юнайтед». В составе последнего начал взрослую карьеру в 2013 году в четвёртом дивизионе.
В 2015 году перешёл в «Пайде ЛМ». Дебютный матч в высшей лиге Эстонии сыграл 11 апреля 2015 года против «Инфонета», заменив на 65-й минуте Атса Силласте. Первый гол в чемпионате страны забил 11 марта 2017 года в ворота «Тулевика». Финалист Кубка Эстонии 2014/15, участвовал в финальном матче против «Нымме Калью». За четыре сезона сыграл более 100 матчей за «Пайде».
В 2019 году перешёл в «Флору». Чемпион Эстонии 2019, 2020, 2022 годов.

### Карьера в сборной
Выступал за юношеские и молодёжные сборные Эстонии, начиная с 17 лет.
В национальной сборной Эстонии дебютировал 23 ноября 2017 года в товарищеском матче против Вануату.